# Eric Cantor
Eric Ivan Cantor (Richmond, 6 giugno 1963) è un politico statunitense, membro della Camera dei Rappresentanti per lo stato della Virginia dal 2001 al 2014.

## Biografia
Nato in una famiglia ebrea di origini rumene, Cantor studiò alla George Washington University e alla Columbia University. Dopo la laurea lavorò per molti anni nell'impresa di famiglia, occupandosi delle pratiche legali e della compravendita di immobili.
Nel 1992 venne eletto all'interno della legislatura statale della Virginia come membro del Partito Repubblicano e vi rimase fino al 2001, anno in cui fu eletto alla Camera dei Rappresentanti.
Durante la permanenza al Congresso, Cantor scalò diverse posizioni all'interno del partito e nel 2009 divenne House Minority Whip, ovvero fu eletto vice del leader di minoranza alla Camera John Boehner. Nel 2011 i repubblicani conquistarono la maggioranza alla Camera e quindi Boehner ne venne nominato Presidente e Cantor divenne leader di maggioranza.
Ideologicamente Cantor è un repubblicano conservatore, al contrario di sua moglie Diana, che è una democratica liberale, favorevole alla libertà di scelta per l'aborto e al matrimonio omosessuale.
Il 10 giugno 2014 Cantor, numero due alla Camera, perse le primarie repubblicane contro il candidato appoggiato dagli attivisti del Tea Party, il docente universitario Dave Brat, il quale accusò il deputato uscente di essersi posto dalla parte dell'establishment del partito, di aver votato a favore dell'innalzamento del debito pubblico, di esser stato contro lo shutdown del governo nell'autunno 2013 e aver promesso una riforma dell'immigrazione assai avversata dalla base repubblicana. La sconfitta risultò tanto più clamorosa considerando che Cantor per la campagna elettorale spese diversi milioni di dollari, rispetto ai soli $200,000 dell'avversario.
La sconfitta di Cantor può essere definita storica perché costituisce una novità senza precedenti: fu la prima volta che un leader di maggioranza alla Camera, sin da quando nel 1899 tale figura fu creata, perse il seggio nelle elezioni primarie del proprio partito. A causa della sconfitta, Cantor annunciò le sue dimissioni da leader di maggioranza alla Camera, venendo sostituito dal deputato californiano e suo vice Kevin McCarthy, che sconfisse nella lotta per la leadership repubblicana l'esponente dell'ala Tea Party Raúl Labrador, deputato dell'Idaho.